# Danemark au Concours Eurovision de la chanson 1978
Le Danemark a participé au Concours Eurovision de la chanson 1978 le 22 avril à Paris. C'est la 11e participation du Danemark au Concours Eurovision de la chanson, et marque le retour du pays après une absence de 11 ans.
Le pays est représenté par le groupe danois Mabel (en) et la chanson Boom Boom qui ont été sélectionnés par Danmarks Radio lors du Dansk Melodi Grand Prix.

## Sélection

### Dansk Melodi Grand Prix 1978
Le radiodiffuseur danois Danmarks Radio (DR) organise la 11e édition du Dansk Melodi Grand Prix pour sélectionner l'artiste et la chanson représentant le Danemark au Concours Eurovision de la chanson 1978.
Le Dansk Melodi Grand Prix 1978, présenté par Jørgen de Mylius (da), a lieu le 25 février 1978 à la Salle de concert de Tivoli à Copenhague.

#### Finale
Six chansons font partie du Dansk Melodi Grand Prix 1978. Les chansons sont toutes interprétées en danois, langue officielle du Danemark.
Parmi les participants de la finale nationale, deux artistes ont déjà représenté ou représenteront le Danemark à une édition de l'Eurovision, qui tous deux remportent également le concours respectif : Grethe Ingmann (avec Jørgen Ingmann) en 1963, premier vainqueur pour le Danemark, et les Brødrene Olsen (Olsen Brothers) en 2000, deuxièmes artistes vainqueurs du concours pour le Danemark.
| Ordre | Artiste(s)                      | Chanson                    | Langue | Traduction                | Points | Place |
| ----- | ------------------------------- | -------------------------- | ------ | ------------------------- | ------ | ----- |
| 1     | Brødrene Olsen                  | San Francisco              | Danois | –                         | 37     | 2     |
| 2     | Flair                           | Du var superstar           | Danois | Tu étais une super star   | 29     | 3     |
| 3     | Daimi Gentle et Birds of Beauty | Tornerose                  | Danois | La belle au bois dormant  | 9      | 6     |
| 4     | Grethe Ingmann                  | Eventyr                    | Danois | Aventure                  | 23     | 5     |
| 5     | Mabel (en)                      | Boom Boom                  | Danois | –                         | 46     | 1     |
| 6     | Ulla Neumann                    | Hvem, hvad og hvorfor ikke | Danois | Qui, quoi et pourquoi pas | 24     | 4     |

Lors de cette sélection, c'est la chanson Boom Boom interprétée par la chanteuse Mabel (en) qui fut choisie. À l'Eurovision, l'interprète est accompagné du chef d'orchestre Arne Lamberth.

## À l'Eurovision

### Points attribués par le Danemark
| 12 points | Espagne    |
| 10 points | Monaco     |
| 8 points  | France     |
| 7 points  | Luxembourg |
| 6 points  | Israël     |
| 5 points  | Pays-Bas   |
| 4 points  | Grèce      |
| 3 points  | Suisse     |
| 2 points  | Autriche   |
| 1 point   | Allemagne  |

### Points attribués au Danemark
| 12 points | 10 points | 8 points | 7 points   | 6 points   |
| --------- | --------- | -------- | ---------- | ---------- |
|           |           |          |            | - France   |
| 5 points  | 4 points  | 3 points | 2 points   | 1 point    |
|           | - Israël  |          | - Autriche | - Pays-Bas |

Mabel interprète Boom Boom en 16e position lors de l'Eurovision, suivant la Grèce et précédant le Luxembourg.
Au terme du vote final, le Danemark termine 16e sur 20 pays, ayant reçu 13 points au total,.